# Polyommatus rasa
Polyommatus rasa är en fjärilsart som beskrevs av Ruggero Verity 1920. Polyommatus rasa ingår i släktet Polyommatus och familjen juvelvingar. Inga underarter finns listade i Catalogue of Life.